# Jean-Pierre Lajournade
Jean-Pierre Lajournade est un réalisateur français, né le 19 avril 1937 à Pau, mort le 8 novembre 1976 au sein de l'Hôpital de la Pitié-Salpêtrière dans le 13e arrondissement de Paris.

## Biographie
Après des études à l'IDHEC de 1959 à 1961, il travaille pour la télévision de 1962 à 1968. Il est coproducteur-réalisateur de l'émission Lire : il signe une quinzaine de documentaires et quatre téléfilms. Il tourne en 1967, avec de la pellicule dérobée, son premier court-métrage pour le cinéma, Assommons les pauvres. 
Il quitte l'ORTF après le mouvement de grève de mai 1968. Il se consacre alors à la réalisation de son long métrage expérimental (Le Joueur de quilles), produit par Jean-Edern Hallier, du long métrage La Fin des Pyrénées, et de trois courts métrages produits par Pierre Braunberger.
Il collabore à la revue Cinéthique à partir de 1975.

## Filmographie

### Cinéma

#### Courts métrages
- 1969 : Bartleby, de Jean-Pierre Bastid (acteur)
- 1969 : Assommons les pauvres
- 1969 : Le Droit d'asile (temporairement interdit par la censure, pour « toxicité mentale » précise le site cineastes.net)
- 1969 : Cinéma-Cinéma
- 1969 : Libre de ne pas l'être

#### Longs métrages
- 1968 : Le Joueur de quilles
- 1970 : La Fin des Pyrénées, Grand prix du Festival de Mannheim 1970

### Télévision
- 1967 : Rapide 345
- 1967 : Bruno
- 1968 : Werther
- 1968 : Marche tout droit et ne te retourne pas

## Publications
- Le Passeur basque, roman policier rédigé avec Jean-Pierre Bastid, signé R. Koch, Presses de la Cité, 1975
- Un curé et des fusils, suivi de Wolfgang, rédigé avec Jean-Pierre Bastid, Ed. Temps des cerises,  (ISBN 9782841093625), 2004